# No puedo evitar (pensar en ti)
«No puedo evitar (pensar en ti)» es una canción del grupo musical español Duncan Dhu, con música y letra de Mikel Erentxun. Se trata del tercer sencillo de su segundo álbum, Canciones.

## Descripción
Se trata de una balada romántica, con fondo de rockabilly. Pronto se convirtió en uno de los mayores éxitos del grupo, que continuaría formando parte de su repertorio esencial incluso treinta años después, coincidiendo con su regreso como dúo al mundo de la música.
El tema fue versionado por Rosana para el álbum Cien gaviotas dónde irán... Un tributo a Duncan Dhu, de 2005 y por Sole Giménez en el programa de televisión A mi manera (2016).